# Rhescuporis Ier du Bosphore
Pour les articles homonymes, voir Rhescuporis.
Tiberius Julius Rhescuporis Philocaesar Philoromaios Eusebes (en grec moderne : Τιβέριος Ἰούλιος Ῥησκούπορις Φιλόκαισαρ Φιλορώμαίος Eυσεbής), plus connu sous le nom de Rhescuporis Ier (en grec moderne : Ῥησκούπορις Αʹ), mort vers 90, est un roi du Bosphore de la dynastie Tibérienne-Julienne qui règne de 69 à environ 90.

## Biographie

### Origine
Rhescuporis Ier est selon une inscription fils de « [Kot]ys » Ier et de son épouse la reine « Eun[iké] ».
Rhescuporis Ier est parfois considéré comme le second souverain du royaume du Bosphore à porter ce nom, après son ancêtre Aspourgos du Bosphore dont le nom serait un diminutif ou une altération de celui de « Rhescuporis » et qui devrait être considéré comme le roi « Rhescuporis Ier ».

### Règne
Rescuporis Ier est contemporain des empereurs Vespasien, Titus et Domitien. Outre l'inscription où il se proclame également « issus de rois » et celle datée de l'année 81, on connaît l'inscription suivante :

« Sous le règne du roi Tibérius Iulius Rhescouporis, ami de César et ami des Romains, le Pieux, an 337, le 12 du mois de Peritios. Moi Chresté, femme auparavant de Drousos, j'affranchis à la maison de prière mon nourri Héraklas. »

Le règne de Rhescuporis Ier est surtout connu par son importante émission monétaire. Ses pièces, avec la légende « TIBEРIOY IOYΛIOY BACIΛEΩC РHCKOYПOPIΔOC », représentent à l'avers le buste du roi à droite avec à sa gauche un bâton et à sa droite un trident, et au revers un cavalier galopant à droite tenant une lance avec la date en dessous.
La date de la disparition de Rhescuporis Ier demeure inconnue.

## Famille

### Mariage et enfants
De son union avec une femme inconnue, il a :
- Sauromatès Ier[5].